# Claude-François-Alexandre Houtteville
Claude-François-Alexandre Houtteville (* 1688 in Paris; † 9. November 1742) war ein französischer Geistlicher. Er wurde 1722 als Nachfolger von Guillaume Massieu Mitglied der Académie française. Am 5. April 1742 wurde er deren secrétaire perpétuel, nachdem sein Vorgänger Jean-Baptiste Dubos am 23. März 1742 verstorben war. Nach Houttevilles Tod rückte Pierre Carlet de Marivaux für ihn in die Akademie nach, sein Nachfolger als secrétaire perpétuel wurde Jean-Baptiste de Mirabaud.